# Stefan Bacher
Stefan Bacher (* 4. Juli 1989 in Wien) ist ein ehemaliger österreichischer Eishockeyverteidiger, der von 2005 bis 2022 für den EC VSV in der Österreichischen Eishockey-Liga spielte.

## Karriere
Bacher stammt aus dem Nachwuchs des EC VSV und schaffte von dort den Aufstieg bis in die erste Mannschaft. 2007 und 2008 wurde er mit dem VSV-Nachwuchs österreichischer U20-Meister. Bereits mit 17 Jahren kam er zu ersten Bundesliga-Einsätzen, ehe er in der Saison 2008/09 zum Stammspieler wurde. Seither steht er ununterbrochen im Kader der Profimannschaft. Während der Saison 2011/12, in der der EC VSV die Play-offs verpasste, wurde Bacher zusammen mit einigen anderen Spielern des Vereins an den ATSE Graz ausgeliehen.
Bacher gehörte 2011 auch dem Kader der Ballhockey-Mannschaft des VAS Villach an. Am 7. Mai 2022 beendete er seine aktive Karriere.

### International
Stefan Bacher nahm für Österreich an drei U20- und zwei U18-Weltmeisterschaften jeweils der Division I teil. Dabei gelang ihm mit seiner Mannschaft bei der U20-Weltmeisterschaft 2009 der Aufstieg in die Top-Division.
Sein Debüt in der Herren-Nationalmannschaft gab er am 8. April 2009 bei der 1:3-Niederlage gegen Russland. Er stand bei der Weltmeisterschaft 2014 in der Division I im Kader der Österreicher und stieg dabei mit seiner Mannschaft in die Top-Division auf. Nachdem die Alpenländler ohne ihn 2015 die Klasse nicht halten konnten, spielte er 2016 erneut in der Division I.

## Erfolge und Auszeichnungen
- 2007 Österreichischer Jugendmeister mit dem EC VSV
- 2007 Silbermedaille bei der U20-Weltmeisterschaft der Division I, Gruppe B
- 2008 Österreichischer Jugendmeister mit dem EC VSV
- 2008 Silbermedaille bei der U20-Weltmeisterschaft der Division I, Gruppe B
- 2009 Aufstieg in die Top-Division bei der U20-Weltmeisterschaft der Division I, Gruppe B
- 2014 Aufstieg in die Top-Division bei der Weltmeisterschaft der Division I, Gruppe A

## Karrierestatistik
(Legende zur Spielerstatistik: Sp oder GP = absolvierte Spiele; T oder G = erzielte Tore; V oder A = erzielte Assists; Pkt oder Pts = erzielte Scorerpunkte; SM oder PIM = erhaltene Strafminuten; +/− = Plus/Minus-Bilanz; PP = erzielte Überzahltore; SH = erzielte Unterzahltore; GW = erzielte Siegtore; 1 Play-downs/Relegation; Kursiv: Statistik nicht vollständig)